# Ralutinac
Ralutinac (cyr. Ралутинац) – wieś w Bośni i Hercegowinie, w Republice Serbskiej, w gminie Prnjavor. W 2013 roku liczyła 48 mieszkańców.